# Sphinx du pissenlit
Amata phegea
Espèce
Le Sphinx du pissenlit (Amata phegea) est une espèce de lépidoptères (papillons) de la famille des Erebidae et de la sous-famille des Arctiinae.
- Répartition : Europe.
- Envergure du mâle : de 17 à 19 mm.
- Période de vol : de juin à août, imagos actifs le jour.
- Habitat : lieux secs et ensoleillés.
- Plantes hôtes : Taraxacum, Plantago, Scabiosa.

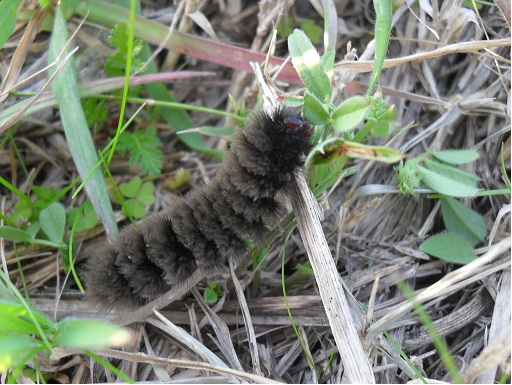
Chenille